# ГЕС Монжове
ГЕС Монжове (італ. ГЕС Centrale idroelettrica di Montjovet) — гідроелектростанція на північному заході Італії, у долині Валле-д'Аоста біля кордону з Францією та Швейцарією. Знаходячись між ГЕС Сент-Клер (вище за течією) та ГЕС Он, становить шостий ступінь каскаду на річці Дора-Бальтеа, яка дренує південний схил Пеннінських Альп та північний Грайських Альп і впадає зліва в По (басейн Адріатичного моря).
Відведений із Дора-Бальтеа за допомогою водозабірної греблі ресурс транспортується по дериваційному тунелю, прокладеному в правобережному гірському масиві (згадані вище Грайські Альпи) до розташованого за 4 км машинного залу. Останній обладнано двома турбінами типу Френсіс загальною потужністю 50 МВт, які при напорі у 52 метри забезпечують виробництво 221 млн кВт·год електроенергії на рік.
Уперше описану вище схему реалізували у 1914 році. У середині 1960-х станцію серйозно модернізували, спорудивши зокрема новий дериваційний тунель, який дозволив збільшити подачу води з 32 до 110 м3/с. Водночас старий тунель залишили як резервний, котрий забезпечує подачу води на наступну станцію Hone навіть у випадку зупинки ГЕС Montjovet.
Видача продукції відбувається по ЛЕП, що працює під напругою 220 кВ.